# Bad Bertrich
Bad Bertrich là một xã trong huyện Cochem-Zell, bang Rheinland-Pfalz, Đức. Xã này có diện tích 8,71 ki-lô-mét vuông. Xã này tọa lạc trong thung lũng. Dân số cuối năm 2006 là 945 người.